# واینزبرگ
شهر واینزبرگ (به آلمانی: Weinsberg) در ایالت بادن-وورتمبرگ در کشور آلمان واقع شده است.